# Шаля (округ)
О́круг Шаля (словац. okres Šaľa) — округ (okres) в Нітранському краї, південно-західна Словаччина. Площа округу становить — 355,9 км², на якій проживає — 53 903 осіб (31.12.2010). Середня щільність населення становить — 151,55 осіб/км². Адміністративний центр округу — місто Шаля, в якому проживає 23 645 житель.

## Історія

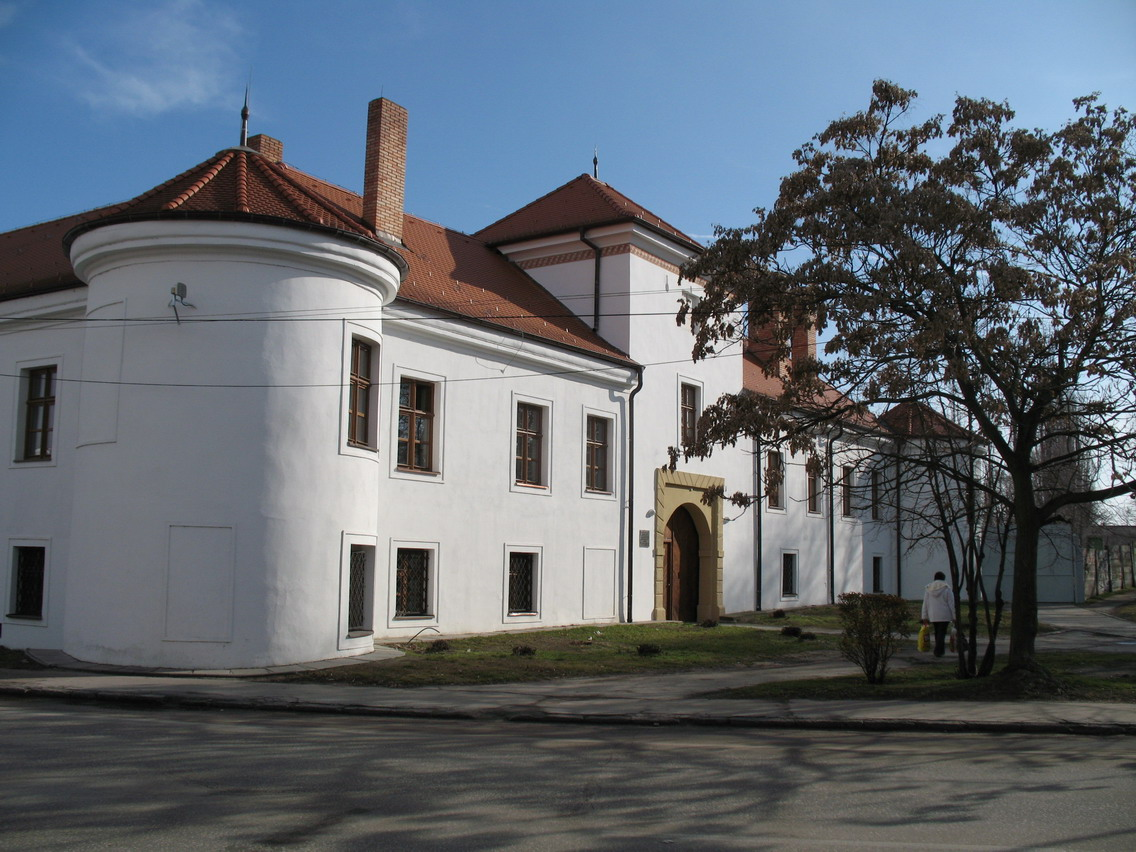
Особняк у місті Шаля

До 1918 року округ належав Угорському королівству, а його територія головним чином входила до складу словацької історичної області (комітату) Нітра, за винятком невеликої території на заході навколо сіл Дяковце, Тешедиково і Жигарець які входили до складу комітату Пожонь (Братислава).
В сучасному вигляді округ був утворений 1996 року під час адміністративно-територіальної реформи Словацької Республіки, яка набула чинності 24 липня 1996 року.

## Географія

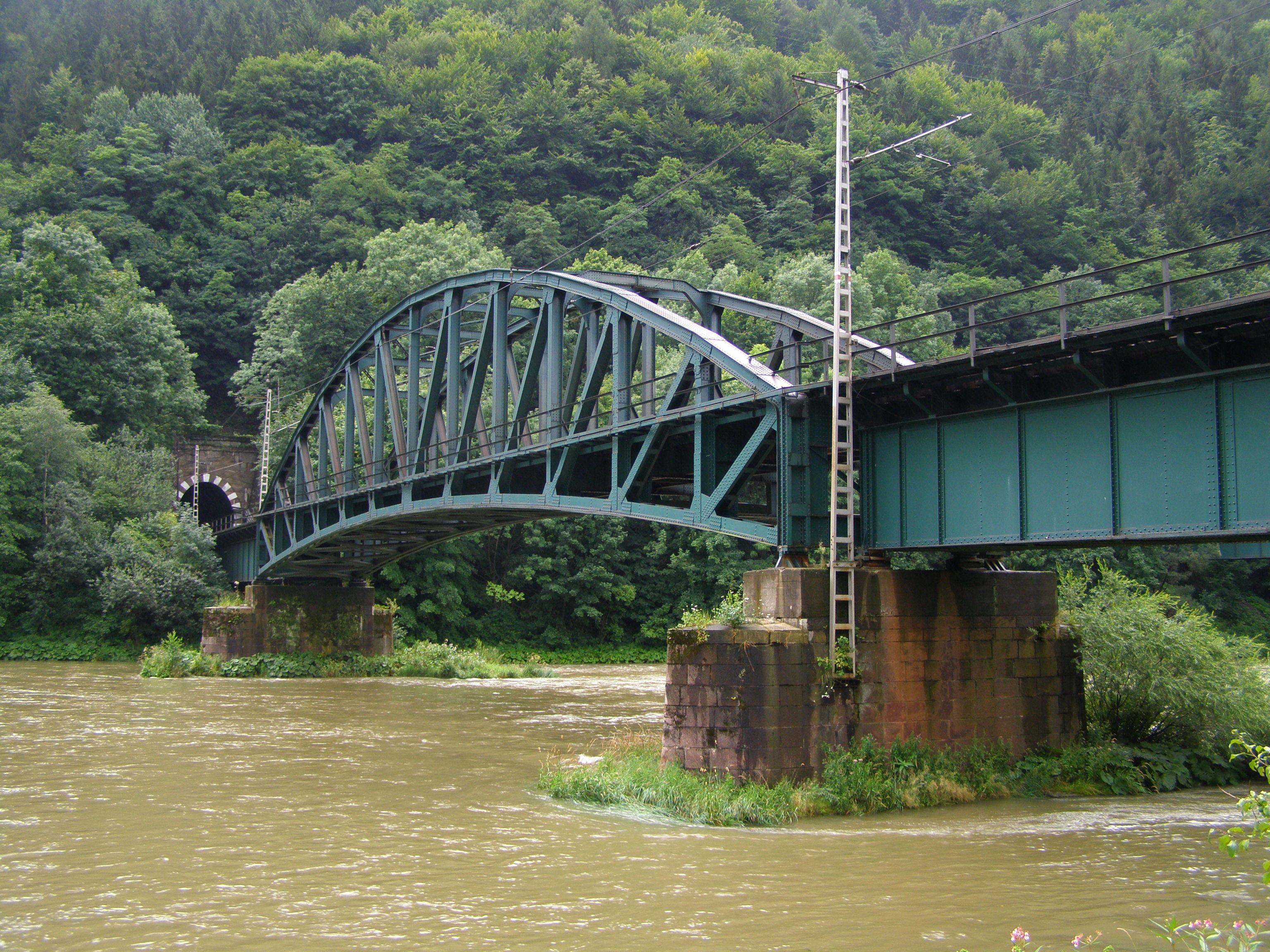
Залізничний тунель і міст через річку Ваг

Округ розташований на заході Нітранського краю, в південно-західній частині Словаччини. Він межує з округами: на північному сході — Нітра, на сході — Нове Замки, на півдні — Комарно (всі округи Нітранського краю); на заході — Ґаланта (Трнавського краю).
Територією округу протікає річка: Ваг — ліва притока Дунаю.

## Статистичні дані

### Населення
| Рік:            | 1994.  | 2004.   | 2014.   | 2024.   |
| --------------- | ------ | ------- | ------- | ------- |
| Кількість осіб: | 54 540 | 54 110  | 52 780  | 49 971  |
| Різниця:        |        | -0,78 % | -2,45 % | -5,32 % |

| Рік:            | 2023.  | 2024.   |
| --------------- | ------ | ------- |
| Кількість осіб: | 50 384 | 49 971  |
| Різниця:        |        | -0,81 % |

### Національний склад

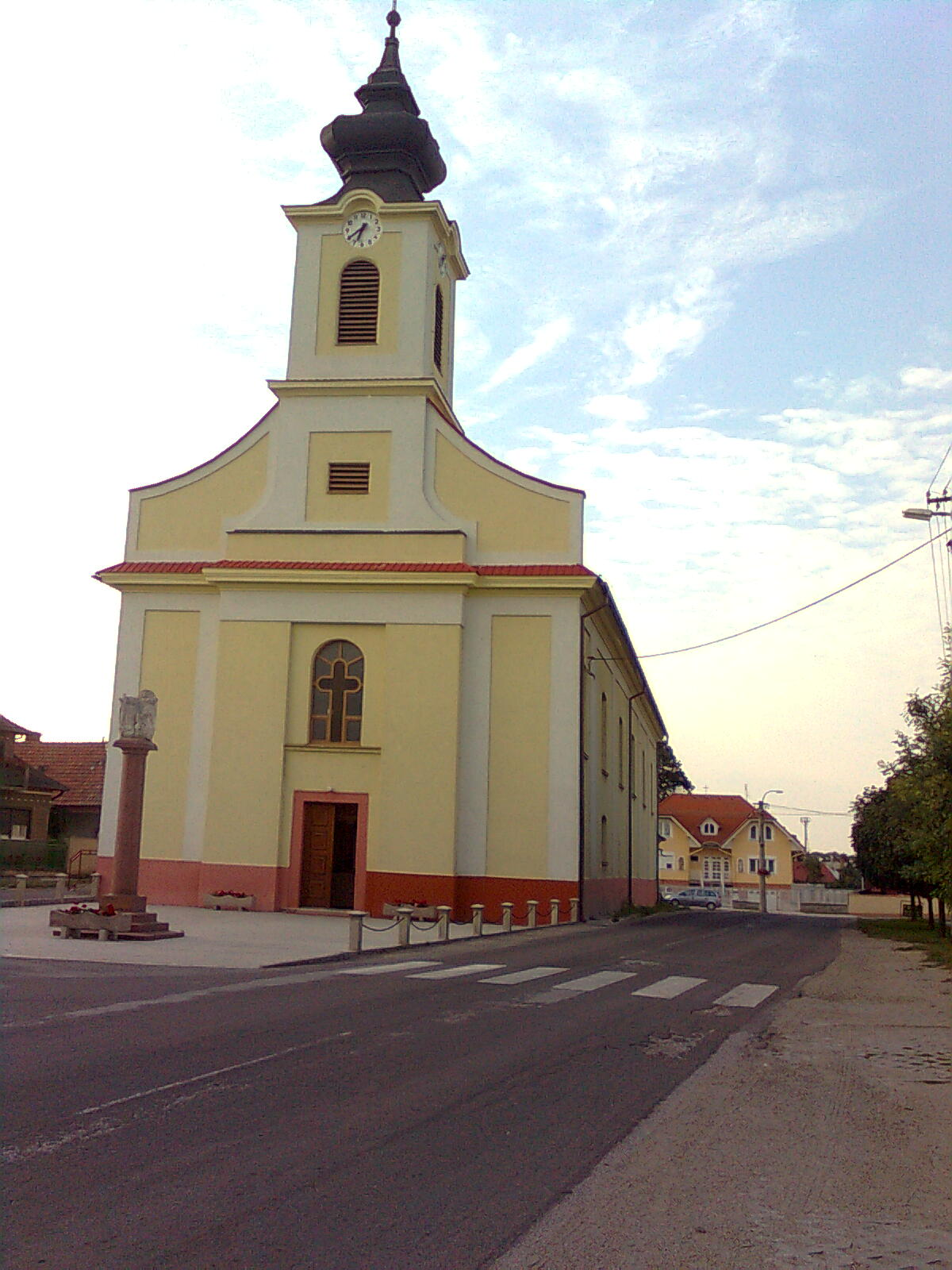
Костел у Тешедиково

Національний склад округу, за офіційними даними, є поліетнічним. Основну частину населення тут становлять словаки і угорці, понад 97 %, всі інші національності складають менше 3 % від усієї кількості населення округу.
Дані по національному складу населення округу Шаля на 31 грудня 2010 року:
- словаки — 62,96 %
- угорці — 34,23 %
- роми — 1,00 %
- чехи — 0,64 %
- українці — 0,10 %
- інші національності — 1,07 %

### Конфесійний склад 2001
- католики — 71,4 %
- реформати — 6,4 %
- лютерани — 4,0 %
- інші релігії та атеїсти  — 18,2 %

## Адміністративний поділ

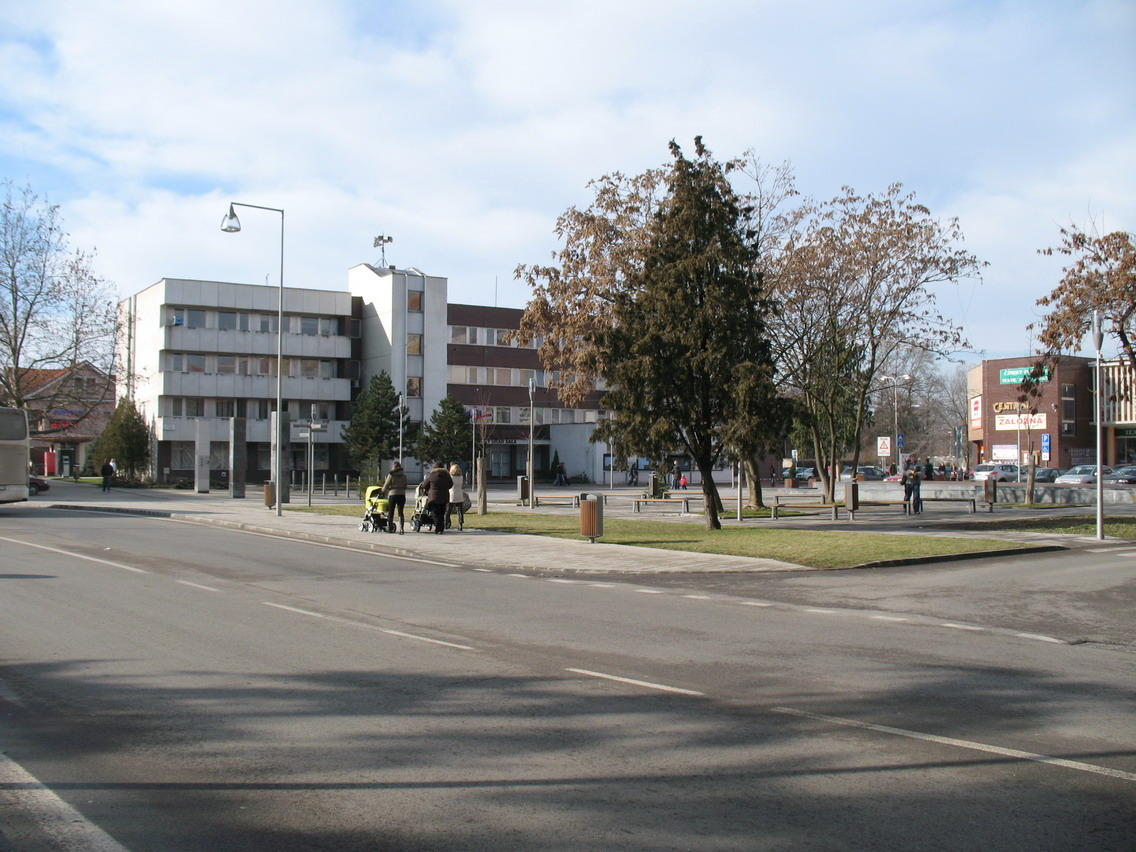
Ратуша в місті Шаля

Округ складається із 13 громад (населених пунктів): 12 сіл і 1 міста.

### Міста
- Шаля

### Села
- Влчани
- Гайське
- Горна Кральова
- Длга-над-Вагом
- Дяковце
- Жигарец
- Кральова-над-Вагом
- Моченок
- Недєд
- Селиці
- Тешедіково
- Трновець-над-Вагом

| Назва             | Угорською     | Площа, км² | Населення | Населення | Населення | Угорська меншина (2011) |
| Назва             | Угорською     | Площа, км² | 1991      | 2001      | 2011      | Угорська меншина (2011) |
| ----------------- | ------------- | ---------- | --------- | --------- | --------- | ----------------------- |
| Diakovce          | Deáki         | 26,28      | 2170      | 2187      | 2204      | 1447 (65,65%)           |
| Dlhá nad Váhom    | Vághosszúfalu | 9,07       | 844       | 895       | 865       | 513 (59,3%)             |
| Horná Kráľová     | Királyi       | 19,12      | 1933      | 1916      | 1881      | 242 (12,86%)            |
| Hájske            | Köpösd        | 14,06      | 1425      | 1333      | 1314      | 7 (0,5%)                |
| Kráľová nad Váhom | Vágkirályfa   | 9,51       | 1552      | 1531      | 1691      | 1149 (67,94%)           |
| Močenok           | Mocsonok      | 46,39      | 4179      | 4338      | 4283      | 48 (1,1%)               |
| Neded             | Negyed        | 36,01      | 3217      | 3177      | 3301      | 1820 (55,13%)           |
| Selice            | Szelőce       | 38,36      | 2755      | 2832      | 2859      | 1416 (49,52%)           |
| Šaľa              | Vágsellye     | 44,96      | 24776     | 24564     | 23554     | 3333 (14,15%)           |
| Tešedíkovo        | Pered         | 22,78      | 3816      | 3700      | 3716      | 2910 (78,31%)           |
| Trnovec nad Váhom | Tornóc        | 32,54      | 2453      | 2541      | 2652      | 469 (17,68%)            |
| Vlčany            | Vágfarkasd    | 39,76      | 3439      | 3394      | 3328      | 2284 (68,63%)           |
| Žihárec           | Zsigárd       | 17,04      | 1600      | 1592      | 1638      | 1079 (65,87%)           |
| Разом             | -             | 355,9      | 54159     | 54000     | 53286     | 16717 (31,37%)          |